# Triadobatrachus massinoti
Triadobatrachus massinoti („triasová/trojitá ropucha“) byl druh pravěkého obojživelníka, vzdáleně podobného současným žábám. Reprezentoval jednoho z nejstarších a vývojově nejprimitivnějších zástupců kladu Salientia a mohl představovat přechodný článek při vzniku pravých žab. Žil v období nejspodnějšího triasu (geologický stupeň olenek) na území dnešního Madagaskaru.

## Objev a popis
Fosilie tohoto obojživelníka byly objeveny počátkem 30. let 20. století Adrienem Massinotem (odtud druhové jméno) nedaleko města Betsiaka na severu ostrova. V současnosti je známý jediný druh tohoto rodu, typový T. massinoti, formálně popsaný francouzským paleontologem Jeanem Piveteauem roku 1936. Mnohem podrobnější výzkumy a popisy však byly zveřejněny až s použitím moderních technologií v pozdější době. Fosilie o délce kolem 10 centimetrů je téměř kompletní a jednotlivé části kostry jsou stále v původní pozici (což nasvědčuje rychlému posmrtnému pohřbení živočicha pod vrstvou jemného sedimentu). Ačkoliv byla fosilie objevena v mořských sedimentech, je pravděpodobné, že původně byl Triadobatrachus obyvatelem souše. Bylo totiž prokázáno, že již raní zástupci skupiny Lissamphibia netolerovali slanou vodu.

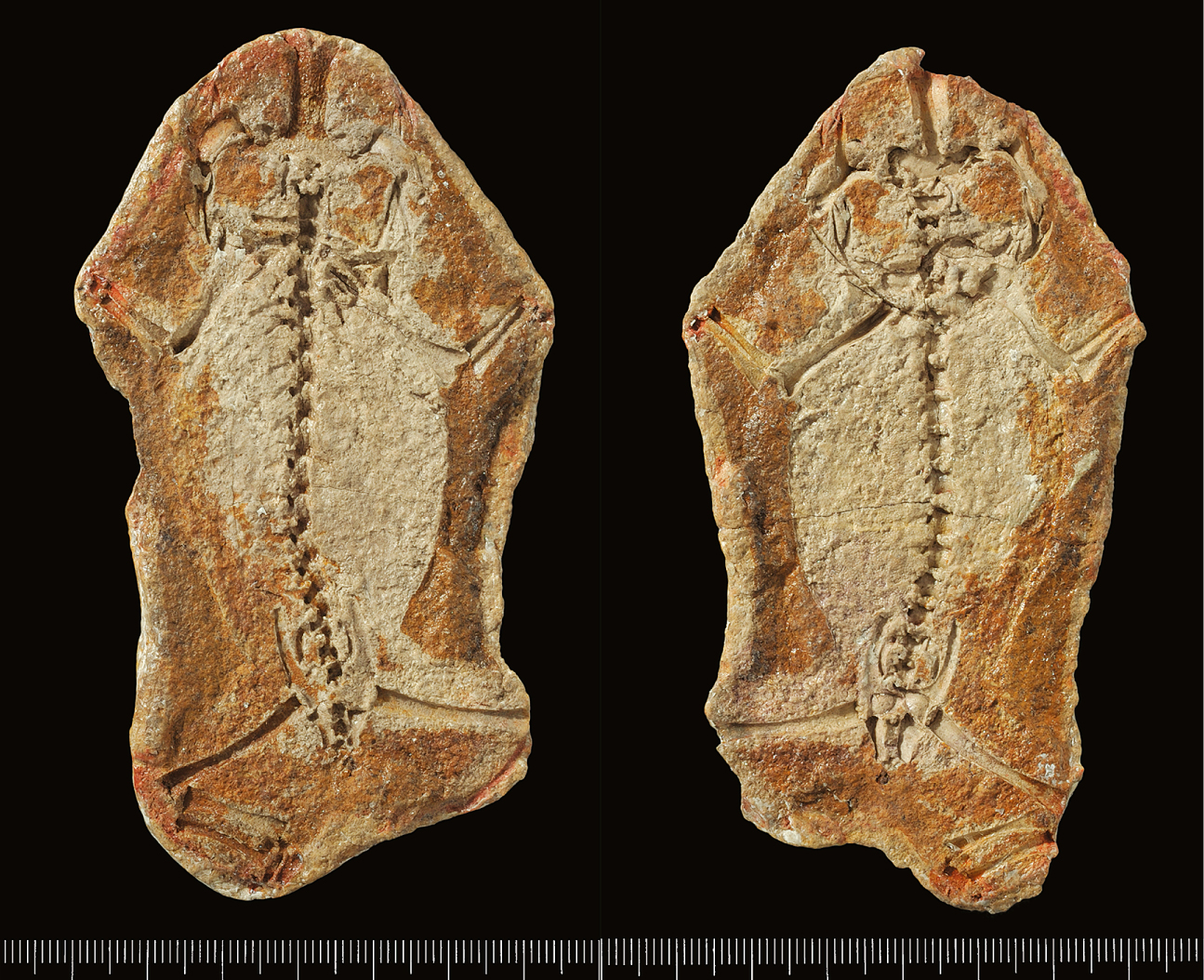
Triadobatrachus massinoti - fosilie na kamenné desce

## Význam
Triadobatrachus massinoti je nejstarším známým obojživelníkem, jehož vývojová linie pravděpodobně vedla přímo ke vzniku bezocasých obojživelníků (žab). Nejstarší známou skutečnou žábou je nicméně až rod Prosalirus, žijící na území dnešní Arizony v období spodní jury (asi před 190 miliony let), je tedy zhruba o 60 milionů let mladší než Triadobatrachus massinoti. První „moderní“ žábou je pak ještě podstatně mladší rod Callobatrachus, známý z období spodní křídy (stáří kolem 125 milionů let) z čínské provincie Liao-ning.